# Рысь (корвет, 1856)
«Рысь» — 11-пушечный винтовой корвет Черноморского флота Российской империи.

## Описание корвета

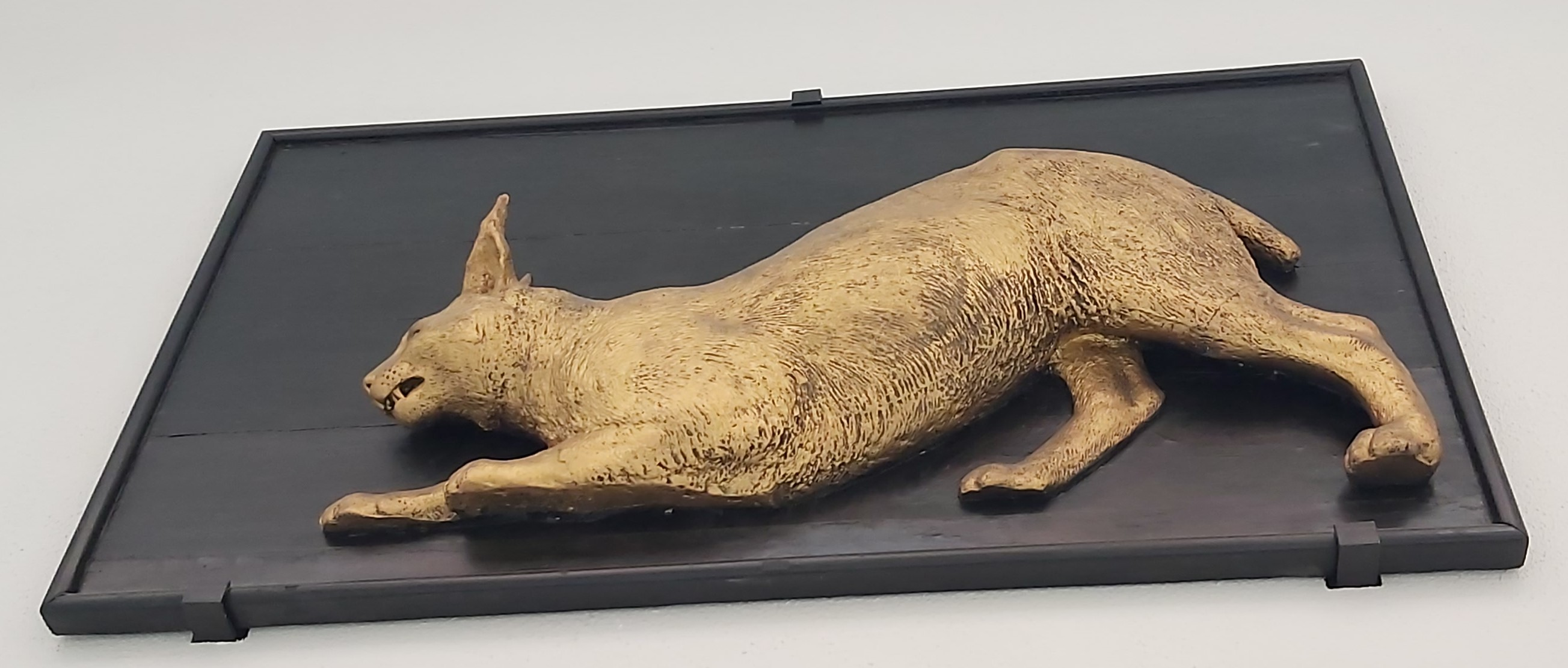
Кормовая фигура корвета «Рысь» из коллекции ЦВММ

Один из 14 парусно-винтовых 11-пушечных корветов корветов типа «Боярин», заложенных осенью 1855 года на Охтенской верфи Санкт-Петербурга. На каждом корвете предполагалась установка паровой машины мощностью 200 л. с. и одному подъемному винту. Проектное водоизмещение корветов составляло 885 тонн, длина по сведениям из различных источников от 49,8 до 53,6 метра, ширина — 9,7—9,73 метра, а осадка — 4 метра. После окончания Крымской войны корветы этого класса составляли основу легких крейсерских сил русского флота. Единственный из всех кораблей проекта имел отличавшийся состав вооружения. Первоначально корвет был вооружен двумя 68-фунтовыми пушками и девятью 36-фунтовыми пушками № 1. Экипаж корвета состоял из 178 человек.

## История службы
Корвет был заложен 9 (21) октября 1855 года на стапеле Охтинской верфи в Санкт-Петербург, спущен на воду 6 (18) июня 1856 года и летом следующего 1857 года вступил в строй.
Согласно отдельной русско-турецкой конвенции, подписанной по окончании Крымской войны, каждая из черноморских держав могла иметь для береговой службы по шесть паровых судов длиной до 50 метров по ватерлинии и водоизмещением до 800 тонн, а также по четыре легких паровых или парусных судна водоизмещением до 200 тонн. Однако, в результате того, что во время войны Россия потеряла большую часть Черноморского флота, на Чёрном море не было даже установленного количества судов. По этой причине в состав Черноморского были переведены шесть корветов Балтийского флота. 13 (25) июня 1857 года «Рысь» в составе отряда из корветов «Зубр» и «Удав» под командованием капитана 1-го ранга И. Ф. Лихачева вышел на усиление Черноморской флотилии и в сентябре того же года прибыл из Кронштадта в Николаев. Все корветы вошли в состав Черноморской флотилии.
В составе флота «Рысь» нёс службу в качестве корвета «11-пушечного ранга». 
В 1862 году принимал участие в экспедиции на Мамайку под руководством генерал-губернатора Н. П. Колюбакина. Совместно с паровой шхуной «Туапбсе» доставлял войска из Сухума.
В кампании 1864 и 1865 годов совершал плавания у абхазских берегов. 1 (13) октября 1871 года был включён в состав Черноморского флота.
По окончании службы 21 мая (2 июня) 1886 года корвет «Рысь» был исключен из списков судов флота и передан Николаевскому порту для дальнейшего разоружения, демонтажа и реализации.

## Память
Модель корвета «Рысь» и гипсовая модель кормовой фигуры корвета хранятся в коллекции Центрального военно-морского музея в Санкт-Петербурге.